# Хоменко Віталій Федорович

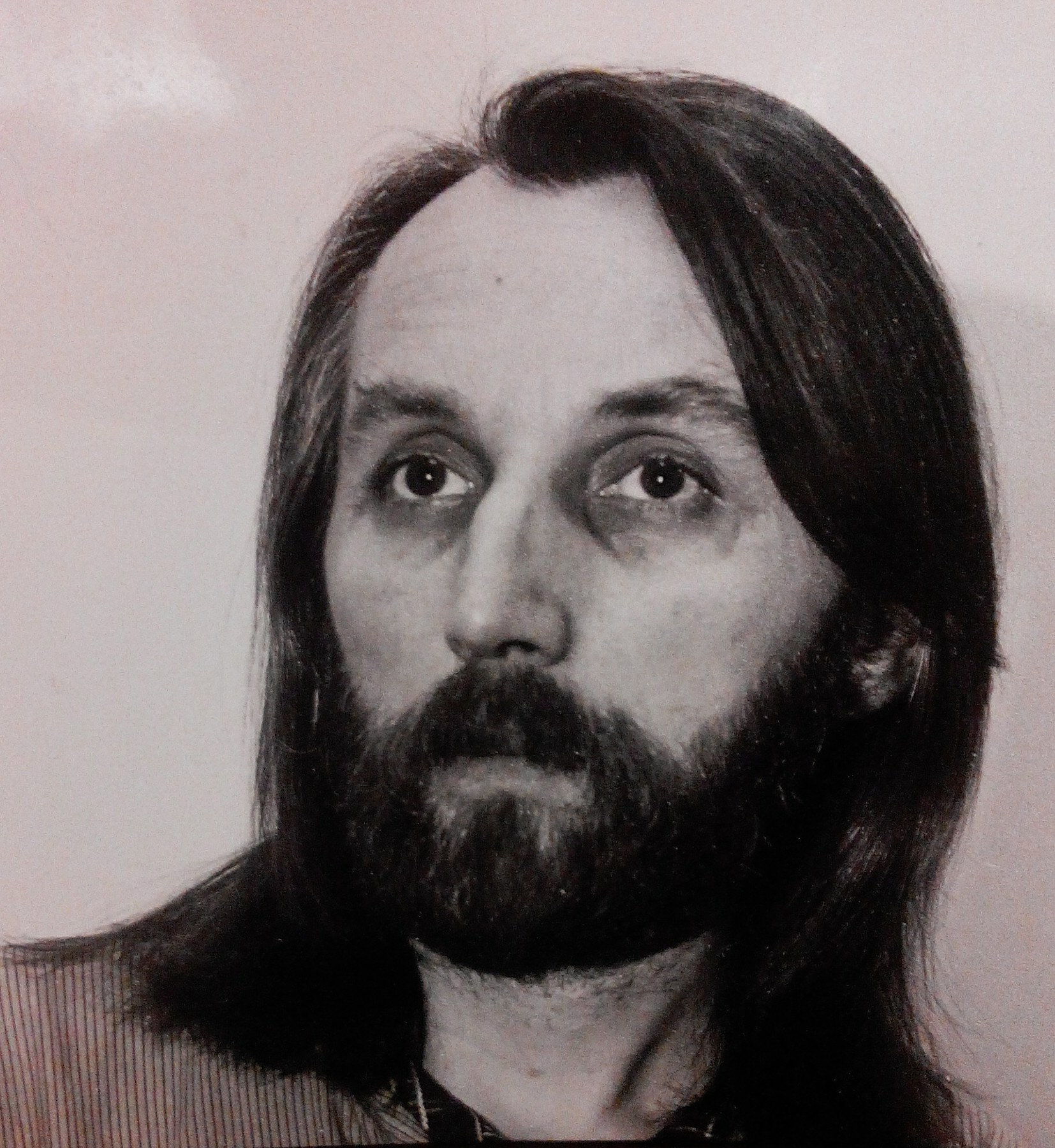
Віталій Федорович Хоменко

Хоменко Віталій Федорович (10 травня 1945 — 2025) — відомий український художник-ювелір, емальєр, член Національної спілки художників України, активний організатор численних виставок, пленерів, творчих груп та мистецьких симпозіумів.

### Біографія
Віталій Федорович народився 10 травня 1945 року в родині Федора Тимофійовича та Олександри Іванівни Хоменків у селі Великополовецьке Сквирського району Київської області. 
Після навчання в школі №110 м. Києва працював на заводі «Радар» (на той час «Комуніст»), де отримав перший досвід роботи з металом.
На заводі почав виготовлення творів з металу (прикраси, свічники тощо). 

В 1970 році вперше брав участь у Всеукраїнській виставці декоративного мистецтва до 100-річчя від дня народження В. І. Леніна (м. Київ). 

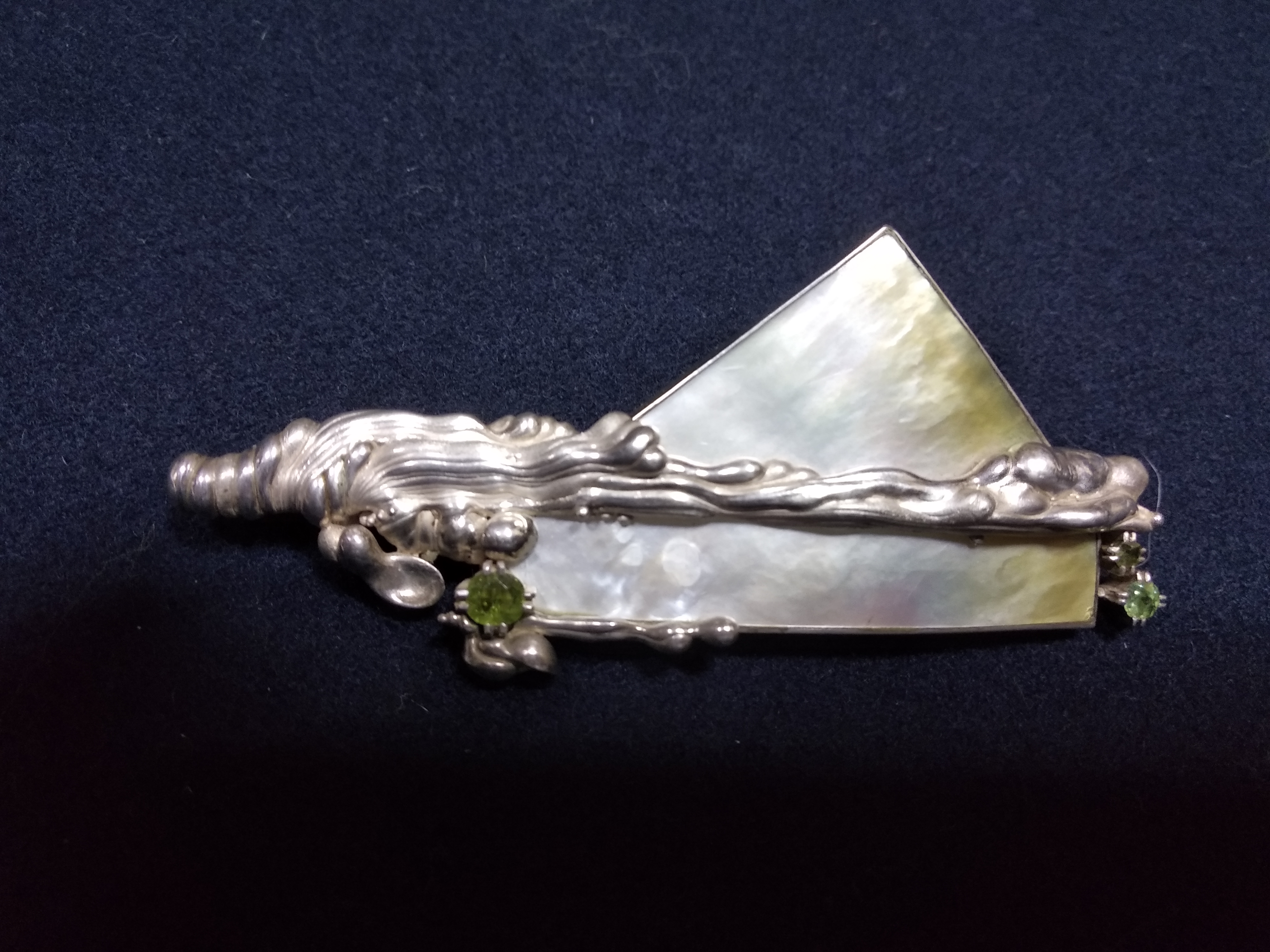
Брошка Дюна. Автор В.Ф.Хоменко

В 1971 році вдруге брав участь у масштабній виставці - Всеукраїнська виставка на честь 100-річчя від дня народження Лесі Українки (Київ). Після  цієї виставки від Київської організації Спілки радянських художників України (сучасна Спілка художників України) отримав рекомендацію на роботу до Київського ювелірного заводу, де працював з 1972 по 1976 рік. В 1977 році вступив до Спілки художників України. Був ініціатором першого Всеукраїнського симпозіуму (1978 рік) з ювелірного мистецтва, в якому брали участь мистці не лише з України, а й з інших республік СРСР. Цей симпозіум можна вважати першою великою подією в ювелірному мистецтві України другої половини ХХ століття. 

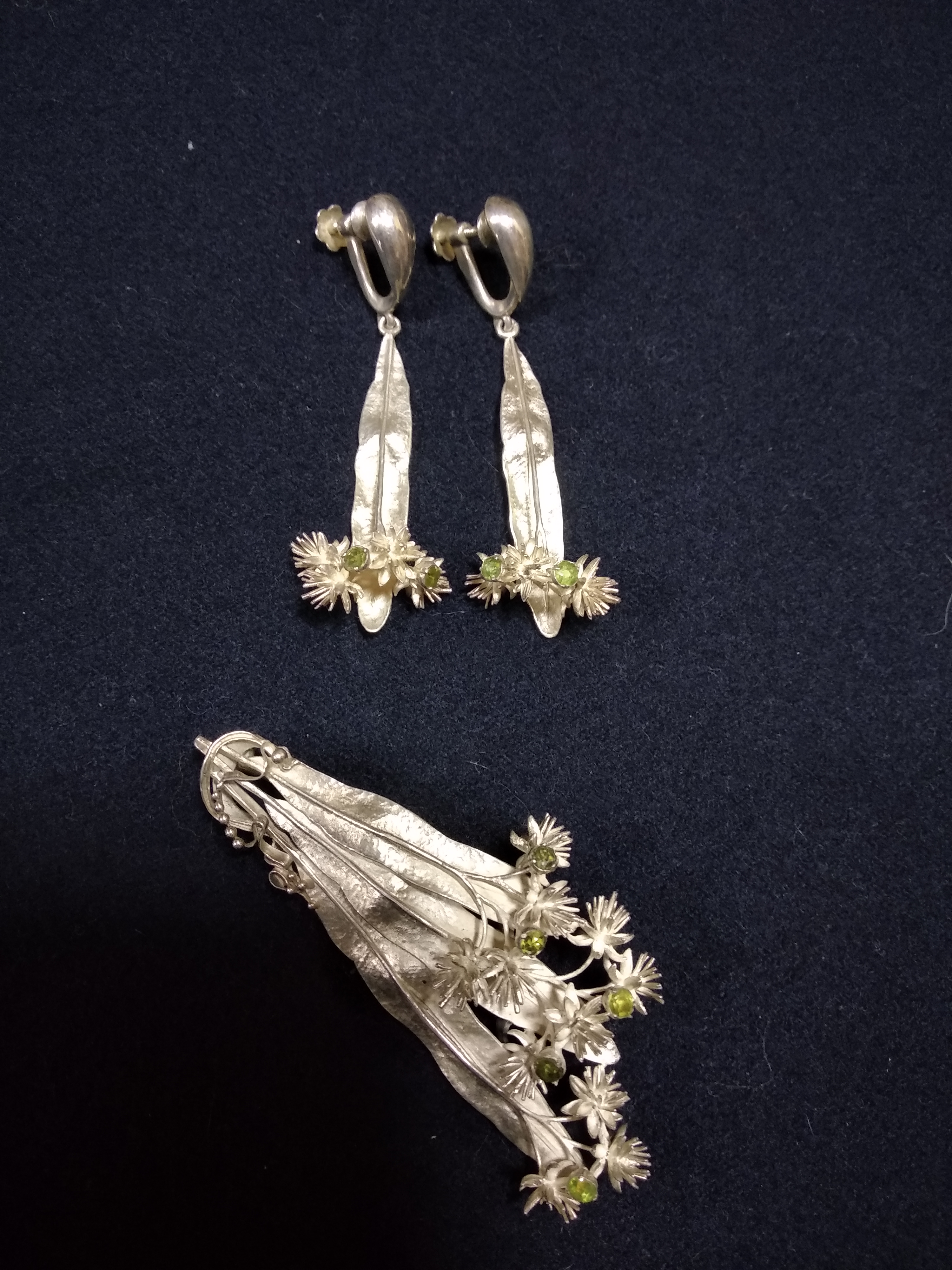
Гарнітур "Липовий цвіт". Автор В.Ф.Хоменко

В 1979 році В.Ф.Хоменко був першим художником-ювеліром України, хто отримав дозвіл створювати авторські твори в коштовному металі. Організований в 1981 році симпозіум по сріблу в його майстерні тривав 12 місяців. В цей час разом з ним працювали  Леонід Косигін, Сергій Сєров, Олександр Михальянц, Олександр і Тамара Письменні, Олександр і Наталія Косенки, Юрій Федоров, Алла Погорецька та інші художники ювеліри. На основі роботи цього творчого майданчика і в результаті домовленості між Віталієм Хоменком та Леонідом Лаукартом, який тоді був завідувачем Музею історичних коштовностей України, в стінах музею була проведена перша виставка сучасного ювелірного мистецтва. Виставка була відкрита в січні 1982 року і присвячена 1500-й річниці міста Києва. З цієї виставки почалося формування групи колекції "Ювелірне мистецтво України другої половини ХХ – початку ХХІ століття". Близько десяти років В.Ф.Хоменко був головою секції декоративно-прикладного мистецтва Київської організації Національної спілки художників України. Прагнучи об'єднати художників-ювелірів, він був організатором мистецьких заходів, виставок. Особливо вагомими проектами В.Ф.Хоменка, крім зазначеної виставки в Музеї історичних коштовностей України, були виставки в Національному музеї українського народного декоративного мистецтва: "Десять грамів мелодії" та "КВАДРА міні-метал"
Ювелірні твори Віталія Хоменка зберігаються в музеях України (Музей історичних коштовностей України, Національний музей українського народного декоративного мистецтва), Угорщини та РФ, а також в приватних колекціях в Україні, Австралії, Англії, Канади, Німеччини, Фінляндії